# Dries Mertens
Dries Mertens (* 6. května 1987 Lovaň) je bývalý belgický profesionální fotbalista, který hrál na pozici útočníka.
Od roku 2013 do léta 2022 byl hráčem italském klubu SSC Neapol. Předtím působil v rodné Belgii a následně v Nizozemsku. Během angažmá v Neapoli se stal s 148 góly nejlepším střelcem klubové historie, dvakrát vybojoval italský národní pohár Coppa Italia a jednou italský superpohár Supercoppa italiana. Ve dresu Galatasaraye v sezóně 2022/23 opanoval tureckou Süper Lig. Účastník Mistrovství světa 2014 v Brazílii, Mistrovství světa 2018 v Rusku a Mistrovství světa 2022 v Kataru, EURA 2016 ve Francii a o rok odloženého EURA 2020.
Za reprezentaci Belgie odehrál více než stovku zápasů.

## Klubová kariéra
Mertens vyrůstal po příchodu z místního klubu v Leuvenu ve fotbalové akademii Anderlechtu, kde se ale neprosadil do A-mužstva a tak odešel do KAA Gent. Hostoval pak i v SC Eendracht Aalst ve třetí lize, kde byl zvolen hráčem sezóny. Následovala angažmá v Nizozemsku, kde hrál postupně za AGOVV Apeldoorn, FC Utrecht a PSV Eindhoven. S Eindhovenem vyhrál v sezoně 2011/12 nizozemský fotbalový pohár a v létě 2012 Johan Cruijff-schaal (superpohár). Ve finále poháru proti Heracles Almelo se gólem podílel na výhře 3:0.

### SSC Neapol
V létě 2013 jej získal italský ambiciózní klub SSC Neapol za 9,5 milionu eur, Mertens se zároveň stal prvním nákupem nového kouče Neapole Rafaela Beníteze. V sezóně 2013/14 vyhrál s SSC Neapol italský pohár Coppa Italia, ve finále SSC porazil Fiorentinu 3:1, Mertens vstřelil v nastaveném čase jeden gól.

V sezoně 2014/15 se Neapoli nepodařilo proniknout do základní skupiny Ligy mistrů UEFA, Mertens se tak představil v základní skupině I Evropské ligy (EL), kde se kampánský klub střetl s AC Sparta Praha (ČR), ŠK Slovan Bratislava (Slovensko) a BSC Young Boys (Švýcarsko). S týmem postoupil do jarního šestnáctifinále EL. 

22. prosince 2014 získal s Neapolí italský Superpohár po výhře v penaltovém rozstřelu nad Juventusem, hrálo se v katarském Dauhá. Mertens svou penaltu neproměnil.

#### Třetí sezóna – 2015/16
Neapol v úvodním skupinovém utkání Evropské ligy proti Bruggám 17. září zvítězila výsledkem 5:0 a dorovnala svoji rekordní výhru v této soutěži. Mertens vstřelil dva góly a u jednoho asistoval. Jako střídající hráč pro závěrečné minuty neodvrátil 13. února 2016 porážku 0:1 na půdě rivala Juventusu, po níž soupeř vystřídal Neapol na čele tabulky a na něm již setrval. Dne 19. dubna zaznamenal hattrick ve druhém poločase ligového střetu proti týmu z Boloni při výhře 6:0.

#### Čtvrtá sezóna – 2016/17
Mertens využil naskytlé příležitosti a po odchodu Gonzala Higuaína do Juventusu na konci července 2016 se stal postupně hlavní gólovou hrozbou pro soupeře Neapole.
Mertensovi, na jehož preferovaném postu levého křídla mohl hrát Ital Lorenzo Insigne, byla trenérem Mauriziem Sarrim svěřena role hrotového útočníka, neboť Manolo Gabbiadini a Arkadiusz Milik na tomto postu selhali.
Během prosince odcestovala Neapol na Sardinii na ligový zápas na půdě Cagliari, kde Mertens podpořil výhru 5:0 vstřelením hattricku.
Následující 17. ligové kolo vstřelil dokonce čtyři góly (jeden z penalty), tentokrát do sítě Turína při výhře 5:3.
Italská liga tak byla svědkem dvou hattricků ve dvou po sobě jdoucích zápasech, což se stalo naposledy v roce 1974. Tehdy se to zdařilo útočníkovi Juventusu Turín Pietru Anastasiovi.
Sedm gólů napříč dvěma zápasy v Serii A zaznamenal naposledy v roce 1958 Antonio Angelillo. Na konci roku byl zvolen nejlepším belgickým fotbalistou za rok 2016. V anketě obdržel přes 12 tisíc hlasů, více než druhý Eden Hazard a třetí Radja Nainggolan dohromady.
Dne 4. února 2017 Mertens společně se záložníkem Markem Hamšíkem pokořili Bolognu 7:1, oba vstřelili tři góly a tedy zaznamenali hattrick. Neapol poprvé v historii vyhrála o šest a více gólů na venkovní ligové půdě.
Neapol skončila sezónu na třetím místě, oproti tomu Mertens (28 gólů) jako druhý v žebříčku střelců v italské lize za Edinem Džekem z AS Řím (29 gólů).

#### Pátá sezóna – 2017/18
Kampánijské derby 17. září 2017 skončilo vítězně pro Neapol, která ve 4. kole přehrála výsledkem 6:0 Benevento. Mertens soupeři vstřelil hattrick. Jednou asistencí a jedním gólem se podílel na porážce Feyenoordu ve druhém zápase skupiny Ligy mistrů, odčiněna tak byla úvodní porážka se Šachtarem Doněck. Neapol ovšem v Lize mistrů do osmifinále nepostoupila.
Poprvé se objevil v nominaci na Zlatý míč, 30-členná nominace byla uveřejněna 9. října a Mertens byl jediným zástupcem svého týmu. V zápase s Juventusem 1. prosince 2017 prohrála vedoucí Neapol poprvé ligový zápas nové sezóny a poprvé od února stejného roku. 2. ledna přišlo navzdory jeho gólu do sítě Atalanty vyřazení ve čtvrtfinále italského domácího poháru. Navzdory spekulacím o přestupu do anglické Premier League (zájem údajně měly velkokluby Arsenal a Manchester United) nebo Číny zůstal po zimním přestupovém období v Itálii.
Proti AS Řím 3. března vstřelil pozdní gól při domácí ligové prohře 2:4, po níž byla utnuta řada 10 výher a náskok na dotírající Juventus se snížil na jediný bod. Jeho 22 soutěžních gólů ale nakonec žádnou trofej nezaručilo.

#### Šestá sezóna – 2018/19

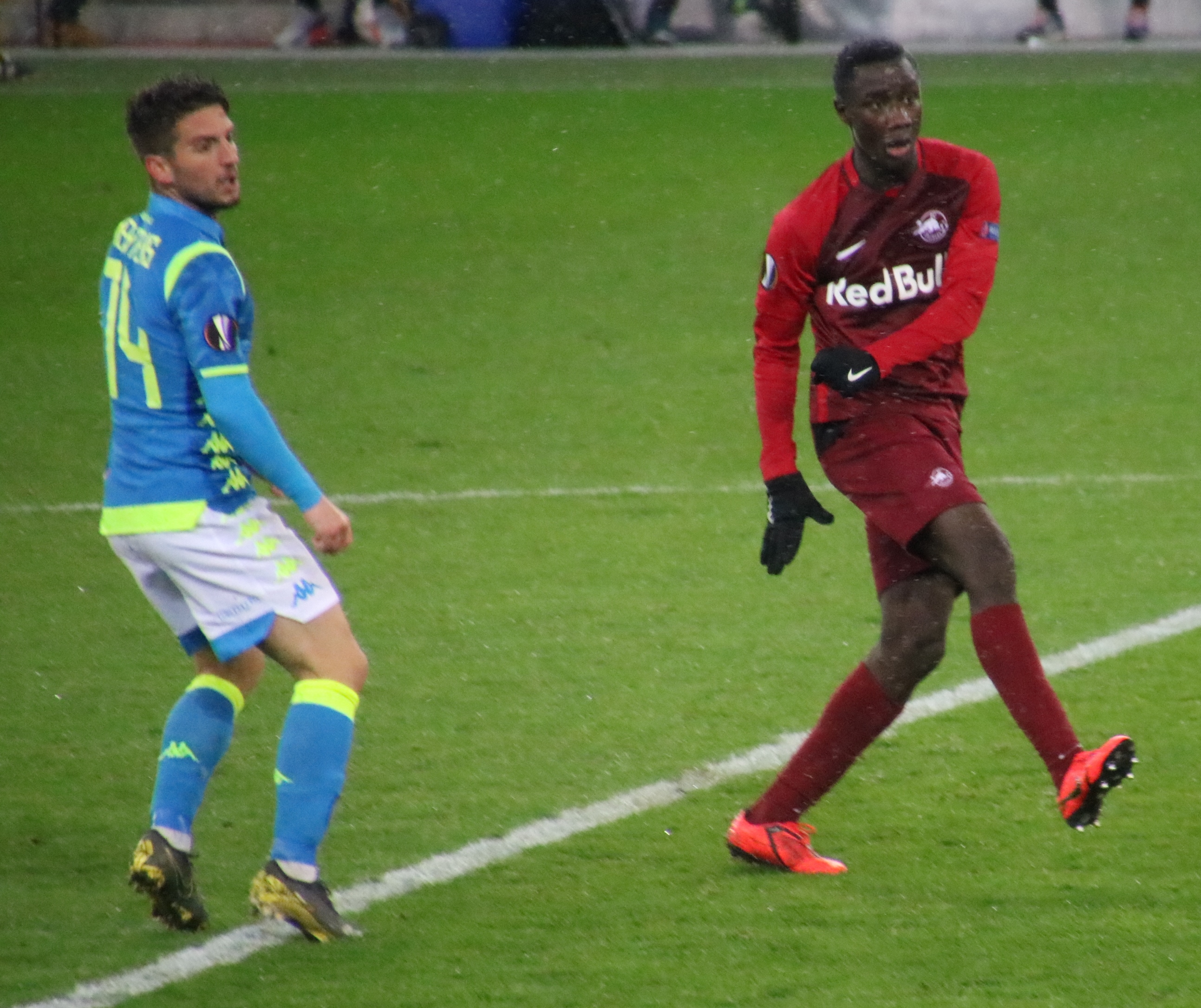
Mertens v zápase Evropské ligy proti Salcburku (14. března 2019)

Ve druhém kole odehraném 25. srpna proti AC Milán pomohl vyhrát 3:2, když zaznamenal vítěznou trefu jakožto střídající hráč.
V domácím prostředí proti Empoli 2. listopadu se trefil třikrát, díky čemuž si Neapol připsala tři body za výhru 5:1.
Dva Mertensovy góly přispěly k domácí výhře 3:1 v rámci Ligy mistrů 28. listopadu nad srbskou CZ Bělehrad, navzdory prvnímu místu si Neapol musela postup do osmifinále zajistit až v posledním zápase. Pro Belgičana šlo o jeho 100. gól za Neapol.
Na půdě Liverpoolu 11. prosince ale Italové 0:1 prohráli a soupeř postoupil na jejich úkor.
Neapol zakončila sezónu prohrou na hřišti Boloni 2:3, před níž již měla jistotu druhé příčky, a při které skóroval také Mertens.
Mezi ligovými střelci mu patřilo dělené šesté místo se 16 góly.

#### Sedmá sezóna – 2019/20
V úvodním ligovém zápase 24. srpna byl na straně vítězů, když Neapoli pomohl vyhrát 4:3 na půdě Fiorentiny. Nejprve srovnával na 1:1 a v další šanci ještě před poločasovou přestávkou zařídil kontroverzní penaltu, když přepadl přes Gaetana Castrovilliho. Následnou penaltu Lorenzo Insigne proměnil. Již o týden později se konal střet mezi Neapolí a hegemonem italské ligy Juventusem, ve kterém se Mertens neprosadil a nezabránil prohře 3:4. Ve třetím kole ligy 14. září vstřelil v obou poločasech gól Sampdorii Janov a zajistil výhru 2:0 před prvním skupinovým zápasem v Lize mistrů. Proti Liverpoolu, obhájci trofeje, otevřel Mertens skóre proměněnou penaltou v poslední desetiminutovce a zápas před domácím publikem skončil výhrou 2:0. Mertens zaznamenal 11. gól v této soutěži a stal se nejlepším střelcem pocházejícím z Belgie. Dne 23. října navázal na vystoupení proti anglickému soupeři a dvěma góly pomohl zdolat 3:2 RB Salzburg. Tímto se stal druhým nejlepším střelcem klubové historie se 115 góly a překonal legendu klubu Diega Maradonu.
Tým proplul skupinou poprvé bez porážky Mertensovým dílem. Belgičan dal gól při remíze 1:1 na půdě Liverpoolu a v posledním zápase proti Genku pomohl vyhrát 4:2 jedním dalším gólem. Proti Genku odehrál mimo jiné 300. zápas za Neapol napříč soutěžemi.
V únoru se gólově prosadil v osmifinále Ligy mistrů doma proti Barceloně, během zápasu se však zranil a po jeho odchodu soupeř srovnal na konečných 1:1. Gólově se dotáhl na klubového rekordmana Marka Hamšíka, svého někdejšího spoluhráče. Následně svět zachvátila pandemie covidu-19. Fotbal v Itálii pokračoval v červnu a Mertens 13. června překonal Hamšíkův rekord, když 122. gólem vyrovnal na 1:1 domácí odvetu semifinále domácího poháru s Interem. Vzhledem k předešlé výhře 1:0 si Neapol zajistila první finále od roku 2014. Ve finále na Stadio Olimpico 17. června odehrál proti Juventusu 67 minut, bezgólový zápas se posléze dočkal prodloužení a penaltového rozstřelu, v němž uspěla Neapol. V týž den podepsal novou smlouvu prodlužující spolupráci na další dva roky s opcí na třetí další rok.
Dvě asistence si připsal 1. srpna proti Laziu Řím a Neapol tak zakončila ligu po výsledku 3:1 vítězně, v tabulce se umístila sedmá. Dohrávaný odvetný osmifinálový zápas Ligy mistrů 8. srpna odehrál proti Barceloně celý a již v 1. minutě nastřelil tyč. Neapol po prohře 1:3 nepostoupila, jediný gól Neapole padl z penalty právě po faulu na Mertense.

#### Osmá sezóna – 2020/21
Ve 28. kole Serie A se Mertens dvakrát trefil do sítě domácího mužstva AS Řím a pomohl hostům z Neapole vyhrát venku 2:0. Kromě gólu z přímého kopu se mimořádné navzdory své výšce prosadil také hlavou. Druhým gólem dosáhl mimo jiné hranice 100 gólů v nejvyšší italské ligové soutěži, to se mu podařilo v jeho 254. utkání.

#### Devátá sezóna – 2021/22
Mertens nestihl začátek sezóny kvůli poraněnému ramenu a Neapol mezitím nepoznala porážku v prvních 12 ligových kolech. Až 21. listopadu prohrála 2:3 na hřišti obhajujícího Interu Milán v rámci 13. kola. V zápase vstřelil Mertens svůj první gól v ligové sezóně a v závěru nedokázal využít příležitosti k vyrovnání. Tímto gólem překonal 102 gólů Antonia Vojaka a stal se nejlepším střelcem Neapole v rámci italské ligy. O sedm dní později se vrátil do základní sestavy, aby zastoupil zraněného Victora Osimhena a dvěma góly přispěl k výhře 4:0 nad Laziem v zápase, při kterém si Neapol připomínala roční výročí od smrti Diega Maradony.

### Galatasaray
Itálii opustil jako volný hráč a dne 8. srpna 2022 zamířil do tureckého klubu Galatasaray Istanbul, který zaznamenal svoji historicky nejhorší sezónu. Mertens podepsal roční smlouvu s možností o jeden další rok prodloužit. Poprvé v kariéře mohl slavit mistrovský titul, dne 30. května 2023 si totiž Galatasaray po čtyřech letech znovu zajistilo triumf v turecké Süper Lig po vítězství nad Ankaragücü.

### Konec kariéry
Dne 22. června 2025 Mertens oficiálně oznámil, že ukončil svou profesionální fotbalovou kariéru.

## Reprezentační kariéra

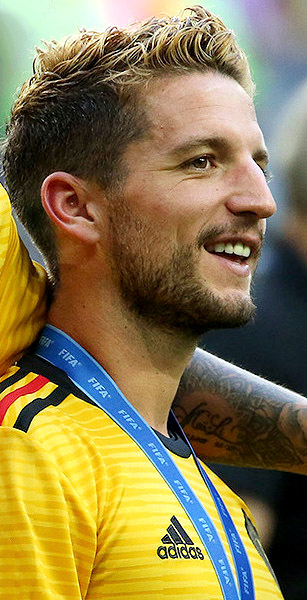
Mertens slavící bronzový úspěch na Mistrovství světa 2018 v Rusku

Mertens působil v belgickém mládežnickém výběru do 17 let, v němž odehrál v roce 2004 4 zápasy a neskóroval. První byl 10. března proti Rakousku (porážka 0:2), poté 13. a 15. dubna dvojzápas proti Ukrajině (porážky 1:2 a 0:2) a nakonec 20. dubna proti Novému Zélandu (vítězství 5:0).
V belgické seniorské reprezentaci debutoval 9. února 2011 v přátelském utkání na Jules Ottenstadionu proti Finsku (remíza 1:1). První reprezentační gól v seniorském týmu Belgie si připsal 15. srpna 2012 při výhře 4:2 v přátelském utkání proti rivalovi, týmu Nizozemska.
6. února 2013 nastoupil v Bruggách v přátelském zápase proti hostujícímu Slovensku, Belgie zvítězila 2:1 a Dries vstřelil v 90. minutě vítězný gól. Ve druhém utkání kvalifikace na EURO 2016 10. října 2014 proti Andoře vstřelil dva góly, Belgie zvítězila na domácí půdě v Bruselu vysoko 6:0.

### Mistrovství světa 2014
Byl platným hráčem v kvalifikaci na MS 2014, ve které si Belgie suverénně zajistila postup z prvního místa na Mistrovství světa v Brazílii. Trenér belgického národního týmu Marc Wilmots jej proto zařadil na 23člennou soupisku pro MS. V prvním utkání Belgie v základní skupině H proti Alžírsku vstřelil vítězný gól po přihrávce Edena Hazarda, kterým dokonal belgický obrat na konečných 2:1. Se šampionátem se Belgie rozloučila čtvrtfinálovou porážkou 0:1 s Argentinou.

### EURO 2016
Marc Wilmots jej nominoval na EURO 2016 ve Francii, kde byli Belgičané vyřazeni ve čtvrtfinále Walesem po porážce 1:3. Nastoupil ve všech pěti zápasech svého mužstva na šampionátu.

### Mistrovství světa 2018
Mertens byl mezi fotbalisty oznámenými trenérem Robertem Martínezem pro Mistrovství světa 2018 v Rusku.
Objevil se v základní sestavě proti nováčkovi mistrovství Panamě hned v prvním utkání a jeho gól z voleje na 1:0 se dočkal chvály napříč uživateli sociální sítě Twitter.
Výhra 5:2 nad Tuniskem ve druhém utkání Belgii zaručovala osmifinále.
Mertens si z utkání odnesl potíže s kotníkem a proti Anglii v utkání o první místo ve skupině proto odehrál jen závěrečné minuty. Po třech výhrách čekalo na Belgii v play-off Japonsko. Asijská země se dostala do vedení 2:0 a trenér za stavu 2:1 ve druhém poločase vystřídal nególového Mertense Marouanem Fellainim, který se do 10 minut po příchodu na hřiště gólové prosadil. V nastaveném čase dostal do sítě vítězný gól další střídající hráč Nacer Chadli.
Proti Brazílii uspěla Belgie 2:1 bez Mertense, ten se v posledních dvou utkáních proti Francii (semifinálová prohra 0:1) a v utkání o třetí místo proti Anglii (výhra 2:0) zjevil v roli střídajícího „žolíka“. Společně se spoluhráči tak získal bronzové medaile.

### EURO 2020
Ve druhém skupinovém zápase Mistrovství Evropy 2020 proti Dánsku odehrál Mertens stý reprezentační zápas a pomohl Belgii vyhrát 2:1.

### Reprezentační góly
Góly Driese Mertense v A-mužstvu Belgie
| 010                | 15. 8. 2012  | Stadion krále Baudouina, Brusel, Belgie    | Nizozemí  | 02:20(75.)  | 4:2 | přátelský zápas          |
| 02                 | 6. 2. 2013   | Jan Breydel Stadion, Bruggy, Belgie        | Slovensko | 02:10(90.)  | 2:1 | přátelský zápas          |
| 03                 | 7. 6. 2014   | Stadion krále Baudouina, Brusel, Belgie    | Tunisko   | 01:00(89.)  | 1:0 | přátelský zápas          |
| 04                 | 17. 6. 2014  | Estádio Mineirão, Belo Horizonte, Brazílie | Alžírsko  | 02:100(80.) | 2:1 | MS 2014                  |
| 05                 | 4. 9. 2014   | Stade Maurice Dufrasne, Lutych, Belgie     | Austrálie | 01:00(18.)  | 2:0 | přátelský zápas          |
| 06                 | 10. 10. 2014 | Stadion krále Baudouina, Brusel, Belgie    | Andorra   | 05:00(65.)  | 6:0 | kvalifikace na EURO 2016 |
| 07                 | 10. 10. 2014 | Stadion krále Baudouina, Brusel, Belgie    | Andorra   | 06:00(68.)  | 6:0 | kvalifikace na EURO 2016 |
| 08                 | 13. 10. 2015 | Stadion krále Baudouina, Brusel, Belgie    | Izrael    | 01:000(64.) | 3:1 | kvalifikace na EURO 2016 |
| Platí k 3. 7. 2014 |              |                                            |           |             |     |                          |

## Úspěchy
Klubové
PSV Eindhoven

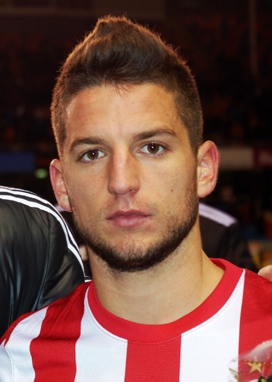
Dries Mertens (2012)

- 1× vítěz nizozemského poháru KNVB beker – 2011/12
- 1× vítěz nizozemského (super)poháru Johanna Cruyffa – 2012

SSC Neapol
- 2× vítěz italského poháru Coppa Italia – 2013/14, 2019/20
- 1× vítěz italského superpoháru Supercoppa italiana – 2014

Galatasaray SK
- 1× vítěz turecké Süper Lig – 2022/23

Reprezentační
- bronz na Mistrovství světa – 2018

Individuální
- Nejlepší fotbalista třetí belgické ligy – 2006[2]
- Nejlepší mladý fotbalista belgické ligy Jupiler Pro League – 2009[73]
- Trofej Davida di Tommasa – 2010[74]
- Belgický fotbalista roku – 2016[14]
- Nejlepší jedenáctka Serie A – 2016/17[75]